# Ahmad Mukhtar Baban

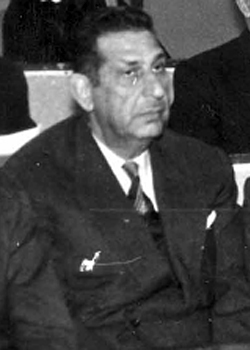

Ahmad Mukhtar Baban (1900 - 24 de novembro de 1976) (em árabe: أحمد مختار بابان) foi o último primeiro-ministro do Iraque sob a monarquia em 1958. Baban tornou-se primeiro-ministro em 18 de maio de 1958, durante um momento de tensão política. As monarquias do Iraque e Jordânia tinham recentemente acordado uma confederação conhecida como a Federação Árabe. A federação, e o tempo de Baban como primeiro-ministro, duraram apenas dois meses, uma vez que em 14 de julho de 1958, a monarquia foi derrubada por um golpe de Estado, e uma república foi estabelecida sob Abdul Karim Qassim. Baban foi preso e condenado à morte por uma corte popular sob a liderança de Qassim após o golpe, embora, ao contrário da família real e muitos políticos iraquianos da monarquia, a sentença foi comutada e ele não foi executado como estabelecido pelo tribunal.